# Bola (hámster)

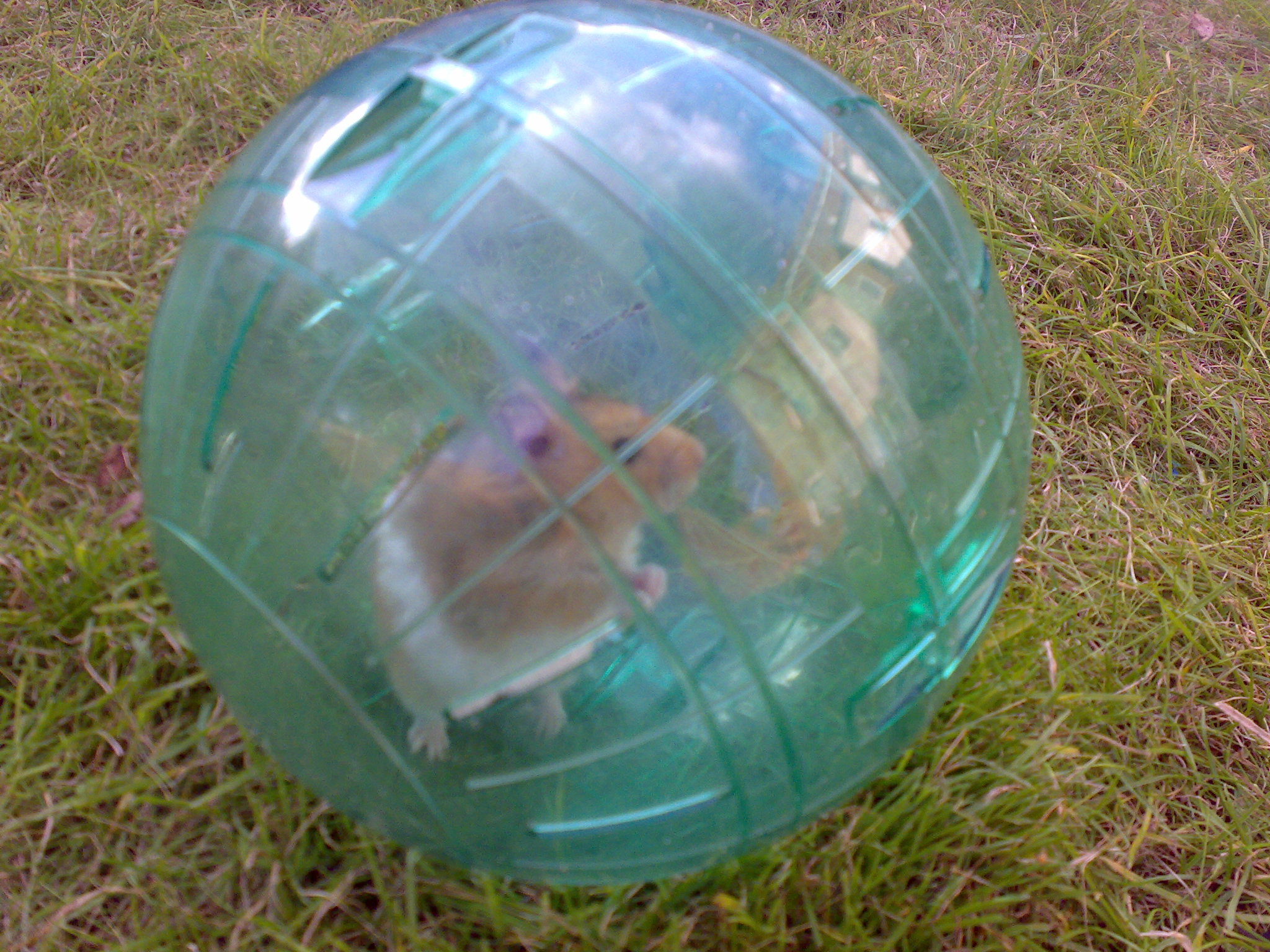

Una bola para hámsteres es una esfera hueca de plástico transparente en la que pequeños roedores como hámsteres, cobayas o ratones pueden entrar y correr, sin peligro de extraviarse o ser pisados.

## Composición
La mayoría de bolas están hechas de plástico transparente, resistente y con agujeros para que el animal pueda respirar. También tienen una pequeña tapa para que el animal entre o salga y el propietario pueda introducir la mano para sacar al animal, limpiar la bola, etc.

## Riesgos
Aunque las bolas están diseñadas para proteger a los animales, existen riesgos, tales como escaleras, balcones y otros lugares desde los que las bolas pueden caer con el animal dentro, lo que ocasiona lesiones o incluso la muerte. Se recomienda mantener las bolas en los niveles más bajos del hogar, lejos de cualquier escalera o balcón. No se debe tirar ni intentar botar la bola. El tiempo que el animal permanezca en la bola debe ser limitado, dado que más de una hora sin acceso al agua podría suponer la deshidratación del animal.